# Колокольчик осетинский
Колоко́льчик осети́нский (лат. Campanula ossetica) — травянистое многолетнее растение семейства Колокольчиковые (Campanulaceae). Эндемик Кавказа, редкий вид с сокращающейся численностью. Занесён в Красную книгу России и Красную книгу Республики Северная Осетия-Алания.

## Ботаническое описание

### Морфология
Многолетнее травянистое растение с толстым деревянистым черновато-бурым корневищем. Стебли изогнутые, наклонённые или свисающие, длиной 20—40 см, обычно слегка красноватые.
Прикорневые листья крупные (до 10 см длиной и до 5 см шириной), на длинных черешках, яйцевидные или продолговато-яйцевидные, заострённые, с беловатыми щетинками по краю. Край листа двоякозубчатый или частично надрезанно зубчатый, с желёзками на зубцах. В середине стебля листья сидячие, вверху — тоже сидячие, узкие.
Цветёт в июне—июле. Цветки по одному, иногда по два, на тонких нитевидных цветоножках, снабжённых прицветниками. Венчик фиолетовый, голый, трубчато-колокольчатый, неглубоко разделён на лопасти. Чашечка голая, обратноконическая, с широколанцетными заострёнными зубцами, которые намного длиннее трубки и наполовину длиннее венчика. Придатки чашечки узколанцетные, заострённые, почти равны по длине трубке.
Плод — обратноконическая коробочка с бурыми продолговатыми семенами.
Размножение семенное и вегетативное.

### Распространение
Большая часть ареала колокольчика осетинского находится в России в пределах республик Северная Осетия-Алания, Ингушетия и Чеченской республики. Встречается также на сопредельной территории в Грузии.
Растёт в основном на скалах и в ущельях от среднегорного до субальпийского пояса, на высоте 1000—2400 метров над уровнем моря. Приурочен к области распространения известняков.